# Antoonops corbulo
Antoonops corbulo là một loài nhện trong họ Oonopidae.
Loài này thuộc chi Antoonops. Antoonops corbulo được miêu tả năm 2008 bởi Fannes & Jocqué.